# Paul Cavallini
Paul Edward Cavallini (Toronto, 1965. október 13. – ) kanadai profi jégkorongozó.

## Életpályája
Komolyabb junior karrierjét az OHA-ban a Henry Carr Crusadersben kezdte, ahol két idényt töltött. Ezután a Providence College csapatában játszott majd csatlakozott a kanadai válogatotthoz. Közben az 1984-es NHL-drafton a Washington Capitals kiválasztotta a tizedik kör 205. helyén. 1985–1986-ban az AHL-es Binghamton Whalersben kezdett játszani. A következő idényben felkerült az NHL-be a Washington Capitals hat mérkőzés erejéig, de a szezon nagyobb részében az AHL-ben játszott. Az 1987–1988-as szezon közben a Washington Capitalsból a St. Louis Bluesba került, ahol 1992-ig játszott. Az 1992–1993-as idény közben került vissza a Washingtonhoz. 1993–1996 között a Dallas Stars játékosa volt. Az 1995–1996-os szezon alatt vonult vissza.

## Díjai
- NHL Plus-Minus Award: 1990
- NHL All-Star Gála: 1990

## Külső hivatkozások
- Életrajz
- Statisztika